# Élections sénatoriales de 2008 dans le Territoire de Belfort
Les élections sénatoriales dans le Territoire de Belfort ont eu lieu le dimanche 21 septembre 2008. Elles ont eu pour but d'élire le sénateur représentant le département au Sénat pour un mandat de six années.

## Contexte départemental
Lors des élections sénatoriales du 27 septembre 1998 dans le Territoire de Belfort, un sénateur divers gauche a été élu.
Depuis, tous les effectifs du collège électoral des grands électeurs ont été renouvelés, avec les élections législatives françaises de 2007, les élections régionales françaises de 2004, les élections cantonales de 2004 et 2008 et les élections municipales françaises de 2008.

## Rappel des résultats de 1998
|                | Michel Dreyfus-Schmidt  | PS             | 208 | 59,60  |  |  |
|                | Michel Plomb            | MDC            | 91  | 26,07  |  |  |
|                | Marie-Christine Peureux | RPR            | 34  | 9,74   |  |  |
|                | François Bloc           | PCF            | 11  | 3,15   |  |  |
|                | Michel Algrin           | FN             | 5   | 1,43   |  |  |
|                |                         |                |     |        |  |  |
| Inscrits       | Inscrits                | Inscrits       | 354 | 100,00 |  |  |
| Abstentions    | Abstentions             | Abstentions    | 2   | 0,56   |  |  |
| Votants        | Votants                 | Votants        | 352 | 99,44  |  |  |
| Blancs et nuls | Blancs et nuls          | Blancs et nuls | 3   | 0,85   |  |  |
| Exprimés       | Exprimés                | Exprimés       | 349 | 99,15  |  |  |

## Sénateur sortant
| Sénateur | Sénateur       | Parti | Fonctions lors de l'élection en 1998 |
| -------- | -------------- | ----- | ------------------------------------ |
|          | Yves Ackermann | PS    | Conseiller général, maire de Valdoie |

## Présentation des candidats et des suppléants
Le nouveau représentant est élu pour une législature de 6 ans au suffrage universel indirect par les 361 grands électeurs du département. Dans le Territoire de Belfort, le sénateur est élu au scrutin majoritaire à deux tours. Le nombre reste inchangé, 1 sénateur est à élire. Ils sont 5 candidats dans le département, chacun avec un suppléant.
| T/S | Candidats | Candidats               | Parti | Principale fonction                                                             |
| --- | --------- | ----------------------- | ----- | ------------------------------------------------------------------------------- |
| T   |           | Marie-Claude Beuret     | PCF   |                                                                                 |
| S   |           | Dominique Savorgnano    | PCF   |                                                                                 |
| T   |           | Jean-Pierre Chevènement | MRC   |                                                                                 |
| S   |           | Christian Rayot         | MRC   | Conseiller général, maire de Grandvillars                                       |
| T   |           | Yves Ackermann          | PS    | Sénateur sortant, président du conseil général, conseiller municipal de Valdoie |
| S   |           | Yvette de Koninck       | PS    |                                                                                 |
| T   |           | Robert Creel            | UMP   | Conseiller régional                                                             |
| S   |           | Laure Viellard          | UMP   |                                                                                 |
| T   |           | Patrick Jeanroch        | FN    |                                                                                 |
| S   |           | Sylvianne Schott        | FN    |                                                                                 |

## Résultats
| Candidat et parti politique | Candidat et parti politique | Candidat et parti politique | Premier tour | Premier tour | Second tour | Second tour |
| Candidat et parti politique | Candidat et parti politique | Candidat et parti politique | Voix         | %            | Voix        | %           |
| --------------------------- | --------------------------- | --------------------------- | ------------ | ------------ | ----------- | ----------- |
|                             | Jean-Pierre Chevènement     | MRC                         | 127          | 36,49        | 149         | 41,97       |
|                             | Yves Ackermann              | PS                          | 111          | 31,90        | 127         | 35,77       |
|                             | Robert Creel                | UMP                         | 97           | 27,87        | 79          | 22,25       |
|                             | Marie-Claude Beuret         | PCF                         | 13           | 3,74         | Retrait     | Retrait     |
|                             | Patrick Jeanroch            | FN                          | 0            | 0,00         | Retrait     | Retrait     |
|                             |                             |                             |              |              |             |             |
| Inscrits                    | Inscrits                    | Inscrits                    | 361          | 100,00       | 361         | 100,00      |
| Abstentions                 | Abstentions                 | Abstentions                 | 6            | 1,66         | 3           | 0,83        |
| Votants                     | Votants                     | Votants                     | 355          | 98,34        | 358         | 99,17       |
| Blancs et nuls              | Blancs et nuls              | Blancs et nuls              | 7            | 1,94         | 9           | 2,49        |
| Exprimés                    | Exprimés                    | Exprimés                    | 348          | 96,40        | 355         | 98,34       |